# لوري تان تشين
لوري تان تشين (بالإنجليزية: Lori Tan Chinn)‏ هي ممثلة أمريكية، ولدت في 7 يوليو 1948 في سياتل في الولايات المتحدة.

## وصلات خارجية
- لوري تان تشين على موقع IMDb (الإنجليزية)
- لوري تان تشين على موقع ألو سيني (الفرنسية)
- لوري تان تشين على موقع أول موفي (الإنجليزية)
- لوري تان تشين على موقع قاعدة بيانات برودواي على الإنترنت (الإنجليزية)
- لوري تان تشين على موقع قاعدة بيانات الأفلام السويدية (السويدية)
- لوري تان تشين على موقع ديسكوغز (الإنجليزية)
- لوري تان تشين على موقع قاعدة بيانات الفيلم (الإنجليزية)
- لوري تان تشين على موقع كينوبويسك (الروسية)